# كريغ دايفد
كريغ دايفد (بالإنجليزية: Craig David)
هو مغني بريطاني من أصل أفرو-غريناداي وباعت ألبوماته إلى حد الآن أكثر من 13 مليون نسخة لقد مضت سنوات قليلة لتجعل من الفنان الإنجليزي كريغ ديفيد أسطورة الــR&P. عمره الفني تقريبا 4 سنوات . مرشح لجائزه الجرامي اورد سنه 2002 و2003 لاأفضل مغني R&b[بحاجة لمصدر]

## الألبومات
| السنة | الألبوم                   |
| ----- | ------------------------- |
| 2000  | Born To Do It             |
| 2002  | Slicker Than Your Average |
| 2005  | The Story Goes            |
| 2007  | Trust Me                  |
| 2010  | signed sealed delivered   |

### نشأتهُ
ولد المغني الأنكليزي كريغ دايفد في ساوثهامبتون;هامسفير وهو نجل تينا (لوفتوس نيي)، التي كانت مساعد مبيعات في محل البيع المفرد Superdrug، وجورج ديفيد، كان نجاراً، نشأ كريغ دايد في مقاطعة هوليرود. والد ديفيد هو غريناداي ووالدتُةُ ديفيد هي إنكليزية يهودية، وذات صلة لمؤسسي الشركة أكيوريست (شركة أنكليزية لصناعة الساعات).
ANAS ARAICK

## وصلات خارجية
- كريغ دايفد على موقع IMDb (الإنجليزية)
- كريغ دايفد على موقع ألو سيني (الفرنسية)
- كريغ دايفد على موقع ميوزك برينز (الإنجليزية)
- كريغ دايفد على موقع إن إن دي بي (الإنجليزية)
- كريغ دايفد على موقع أول ميوزيك (الإنجليزية)
- كريغ دايفد على موقع ديسكوغز (الإنجليزية)
- كريغ دايفد على موقع قاعدة بيانات الفيلم (الإنجليزية)

1. ↑  MusicBrainz (بالإنجليزية), MetaBrainz Foundation, QID:Q14005